# Зустрічна вулиця (Київ)
Зустрі́чна ву́лиця — зникла вулиця, що існувала в Подільському районі міста Києва, місцевість Вітряні гори. Пролягала від Межової до Запа́динської вулиці.
Прилучалися Січова, Миргородська, Прияркова та Хвойна вулиці, Зустрічний, Водяний та Миргородський провулки.

## Історія
Вулиця виникла в 1-й половині XX століття під назвою 224-а Нова. Назву Зустрічна вулиця отримала 1944 року. Пізніше до неї була приєднана Кружальська вулиця (до 1944 року — 84-а Нова).
Ліквідована у зв'язку зі зміною забудови наприкінці 1970-х — на початку 1980-х років.